# Oniomanía
La oniomanía o compra compulsiva es un trastorno psicológico cuyo síntoma es un deseo desenfrenado por comprar sin una necesidad real, frecuente en personas que padecen trastornos del estado de ánimo. Esta psicopatología suele estar asociada con trastornos depresivos y baja autoestima, aunque la compra compulsiva puede estar presente en otras enfermedades mentales como el trastorno bipolar o el trastorno límite de la personalidad.

## Descripción
La compra genera en la persona adicta una satisfacción inmediata, con la que cree llenar su vida de sentido y con la cual consigue borrar temporalmente los problemas. A menudo, los objetos comprados son destruidos, escondidos o metidos en un cajón, ya que la persona afectada de oniomanía se siente avergonzada. Este sentimiento de culpabilidad solo se compensa con una nueva compra. La persona adicta a las compras se ve, así, atrapada en un círculo vicioso. Las emociones negativas como la cólera y la tensión conducen a comprar. La compra conduce a sensaciones de pesar y depresión a corto plazo, sensaciones que solo se superan a través de otra compra.
Los compradores compulsivos (también llamados «shopaholics») son capaces de dilapidar más de lo que tienen y poner en peligro su trabajo o familia para satisfacer su ansia de comprar sin parar. La compra compulsiva comparte algunos rasgos con las conductas adictivas.
La psicoterapia es necesaria para superar esta enfermedad, sin la cual, la compra compulsiva puede persistir una temporada muy larga, o bien, toda la vida, hasta provocar la ruina financiera definitiva de la persona afectada o de su entorno más cercano. Los motivos asociados a este problema son diversos: miedo, tristeza, depresión, vacío, carencias emocionales, soledad, insatisfacción personal, baja autoestima, etc. La compra es un intento de amortiguar estas sensaciones.

## Indicadores
1. Aparición de ansiedad asociada a los lugares en los que se puede comprar.
2. Pensamientos intrusivos sobre el deseo de comprar
3. Imposibilidad de controlar el deseo de comprar
4. Satisfacción y cese de la tensión cuando se realiza la compra
5. Sentimientos de culpa
6. Momentos de legalización